# Diana Munz
Diana Marie Munz (-DePetro) (Cleveland, 19 de junho de 1982) é uma nadadora norte-americana, ganhadora de três medalhas em Jogos Olímpicos, uma de ouro.